# Daniela Sruoga
Daniela Sruoga naît le 21 septembre 1987. Elle est hockeyeuse sur gazon argentine.

## Biographie
Daniela Sruoga naît le 21 septembre 1987.

### En club
Avec le GEBA, elle remporte plusieurs championnats d'Argentine de hockey sur gazon. Elle joue ensuite pour le Racing Club de Avellaneda.

### En sélection nationale d'Argentine
Avec l'équipe argentine de hockey sur gazon, elle remporte la coupe du monde 2010 et la médaille d'argent aux Jeux olympiques 2012 à Londres.